# Гарджо
Гарджо (на гръцки: Λόφος, в превод Хълм, старо Γκάρτζο Λόφος, Γκαρτσόλοφος) е планина в Гърция, в западната част на Кавалско. Планината е дял от Урвил.

## Описание
Гарджо е хълмиста местност северно от Кавала, южно продължение на Урвил (Чалдаг), от която е отделена с прохода Ески Кавала на 400 m височина и едноименната река.
Основните скали на района са мрамори.
Горичката между Кавала и Амигдалиес (Пикривеница), 28 160 акра с кипариси, борове и други видове в 1979 година е обявена за защитена.
До върха върви планински път.
| Име         | Име                                | Височина | Местоположение                 |
| ----------- | ---------------------------------- | -------- | ------------------------------ |
| Гарджо      | Λόφος, Γκάρτζο Λόφος, Γκαρτσόλοφος | 630 m    | СИ от Амигдалиес (Пикривеница) |
| Карадаг     | Μαυροβούνι, Καρά Όρος/Νταγ         | 595 m    | СЗ от Халкеро (Кьосе Еляз)     |
| Мандра Кари | Μάνδρα Καρή                        | 614 m    | СИ от Амигдалиес (Пикривеница) |
| Стикамния   | Χαρακώματα, Στικάμνια              | 598 m    | СЗ от Халкеро (Кьосе Еляз)     |
| Курташ      |                                    |          | И от Амигдалиес (Пикривеница)  |